# 鼠径靭帯
鼠径靭帯(そけいじんたい)とは恥骨結節と上前腸骨棘を結ぶ帯である。鼠径の基底部を成し、鼠径ヘルニアが発生することがある。

## 構造
鼠径靭帯は腸骨の上前腸骨棘から恥骨の恥骨結節へ走行する。外腹斜筋腱膜からなり、大腿の筋膜に続いている。
どこに付着しているかについてはいくつかの議論がある。
　鼠径靭帯の深部の構造が含むもの：
- 大腰筋、腸骨、恥骨筋
- 大腿神経、大腿動脈、大腿静脈
- 外側大腿皮神経
- リンパ節

## 機能
この靭帯は柔らかな組織からなり、体幹から下肢にかけての前面をとおり、大腿三角の上縁をなす。鼠径靭帯の中央部、すなわち上前腸骨棘から恥骨結節にかけての途中で、大腿神経が現れる。

## 歴史
フランコイス・ポーパートがこの靭帯をヘルニア治療と関連付け、「腹部のサスペンダー」と呼んだため、「ポーパートの靭帯」とも呼ばれている。また、「ファロピアン靭帯」とも呼ばれることもある。コリス靭帯は反射性靭帯であり、鼠径靭帯ではない。